# Janine Lay
Janine Lay, née le 31 octobre 1927 à Paris, est  une dessinatrice française de bande dessinée.

## Biographie
Janine Lay naît le 31 octobre 1927, à Paris. À partir de 1945, elle suit des cours à l’école Duperré et se spécialise dans la fabrication de prototypes de vêtements. Cependant, comme une fois ses études achevées elle ne trouve pas d'emploi comme modéliste, elle travaille comme dessinatrice sur tissu à partir de 1946. C'est en 1954, après qu'elle a étudié le dessin, qu'elle commence à réaliser des bandes dessinées. Les premières qu'elle réalise sont des histoires courtes publiées dans les revues Clair foyer et Line éditées par Le Lombard. Elle travaille ensuite pour plusieurs éditeurs. Au début de l'année 1956, elle commence à dessiner d'abord des illustrations de récits puis une première histoire courte pour le magazine Bernadette, publiées par la maison d'édition chrétienne Maison de la bonne presse. À partir du mois de septembre de cette année, elle réalise sa première série à suivre intitulée La chevrette fantôme sur un scénario d'Henriette Robitaillie. Cette même année la voit commencer à travailler pour Fleurus. Dans les revues Âmes vaillantes et Fripounet et Marisette elle dessine les vies édifiantes de saints et saintes catholiques et diverses illustrations ou brèves histoires,.
En 1957 Janine Lay et Henriette Robitaillie se retrouvent pour lancer, dans la revue Bernadette une nouvelle série Priscille et Olivier, plus tard appelée Les jumelles) qui durera jusqu'en 1974. Plusieurs histoires mettent en scène ces deux personnages et leur famille et deux jumelles, Colette et Nicole, qui par la suite tiennent le rôle principal. Toujours pour cette revue et en même temps qu'elle dessine cette série elle réalise deux autres histoires : Un Drame dans la forêt sur un scénario de Marie Andrée et Bon Courage monsieur l’ingénieur. La revue Bernadette voit ses ventes baisser et elle est couplée avec Lisette dans lequel la série de Robitaillie et Lay se poursuit. Lisette est ensuite rachetée par les éditions de l’Occident, une filiale de la Société française de presse illustrée. Robitaillie est remplacée par Gilles Capel et quatre histoires des Jumelles sont publiées avant la disparition de la revue (devenue "Lisette et Caroline" depuis mai 1973) fin septembre 1974. Durant cette même période qui court de la fin des années 1950 à 1974, elle dessine de nombreuses histoires pour les éditions Fleurus pour plusieurs scénaristes à commencer par Robitaillie avec laquelle elle réalise la série Dick et Servane qui se retrouvent dans quatre récits à suivre publiés dans Âmes vaillantes. Pour cette revue, elle travaille aussi avec Guy Hempay et Jean-Paul Benoît avec lequel elle crée en 1963 Brigitte, Jean-Pierre et Panchito. La série dure jusqu'en 1968 et est publiée dans Âmes Vaillantes puis dans J2 Magazine. En 1971, elle retrouve Guy Hempay qui scénarise la série Magué durant trois épisodes. Dans Djinn, la revue qui succède à J2, elle continue d'officier et en 1975, elle adapte La guerre de Troie. Pour l'autre revue de Fleurus, Fripounet et Marisette, elle commence par des illustrations en 1956, puis viennent des récits complets de quelques pages avant qu'elle ne dessine des séries à suivre : Mirella scénarisé par Rose Dardennes (3 récits), Nik (5 récits) aussi de Rose Dardennes.
La dernière bande dessinée de Janine Lay est publiée en novembre 1975 dans Djinn et évoque la vie de Birgit Nilsson sur un scénario d'Isabelle Gendron. Elle disparaît ensuite de la vie publique.

## Séries

### Priscille et Olivier,Les jumelles
Voir le site Les jumelles

### Avec Rose Dardennes
- Mirella
- Nik

### Autres séries
- Dick et Servane
- Brigitte, Jean-Pierre et Panchito